# Jacques d'Annebault
Jacques d’Annebault (vers 1500-1558), est un prélat français, évêque-comte de Lisieux (1539-1558), trente-huitième abbé du Mont Saint-Michel (1539-1558) et cardinal (1544-1558).

## Biographie

### Évêque-comte de Lisieux et cardinal
Jacques d’Annebault, fils de Jean V d'Annebault et de Catherine de Jeucourt, est le frère de l'amiral Claude d'Annebault.
Aumônier ordinaire du roi de 1524 à 1544, il succéda au cardinal de Meudon en 1543 comme maître de l’oratoire du roi. Il devint évêque et comte de Lisieux (d'abord en tant que vicaire, et en titre après le décès de son oncle en 1543) et abbé du Mont Saint-Michel, à la suite de son oncle le cardinal Jean le Veneur qui se démit de ces charges à son profit en obtenant le 18 août 1539 une bulle papale en ce sens. Il reçut ensuite, à la faveur de son frère, les abbayes de Saint-Taurin d’Évreux en 1540, Saint-Pierre de Préaux, l’abbaye de Bonport et le Bec-Hellouin en 1544.
Il fut fait cardinal du titre de Sainte-Suzanne en décembre 1544 par le Pape Paul III dans la huitième promotion de cardinaux de ce Pape. Contraint par Henri II de partir à Rome en juillet 1548, il s'y fit remarquer par sa mauvaise conduite et il fut excommunié pour dettes de jeu. Cette excommunication fut suspendue en novembre 1549 après la mort de Paul III pour lui permettre de prendre part au conclave. Il rentra ensuite en France et mourut à Rouen le 7 juin 1558.

### Abbé du Mont Saint-Michel
(septembre 2022).

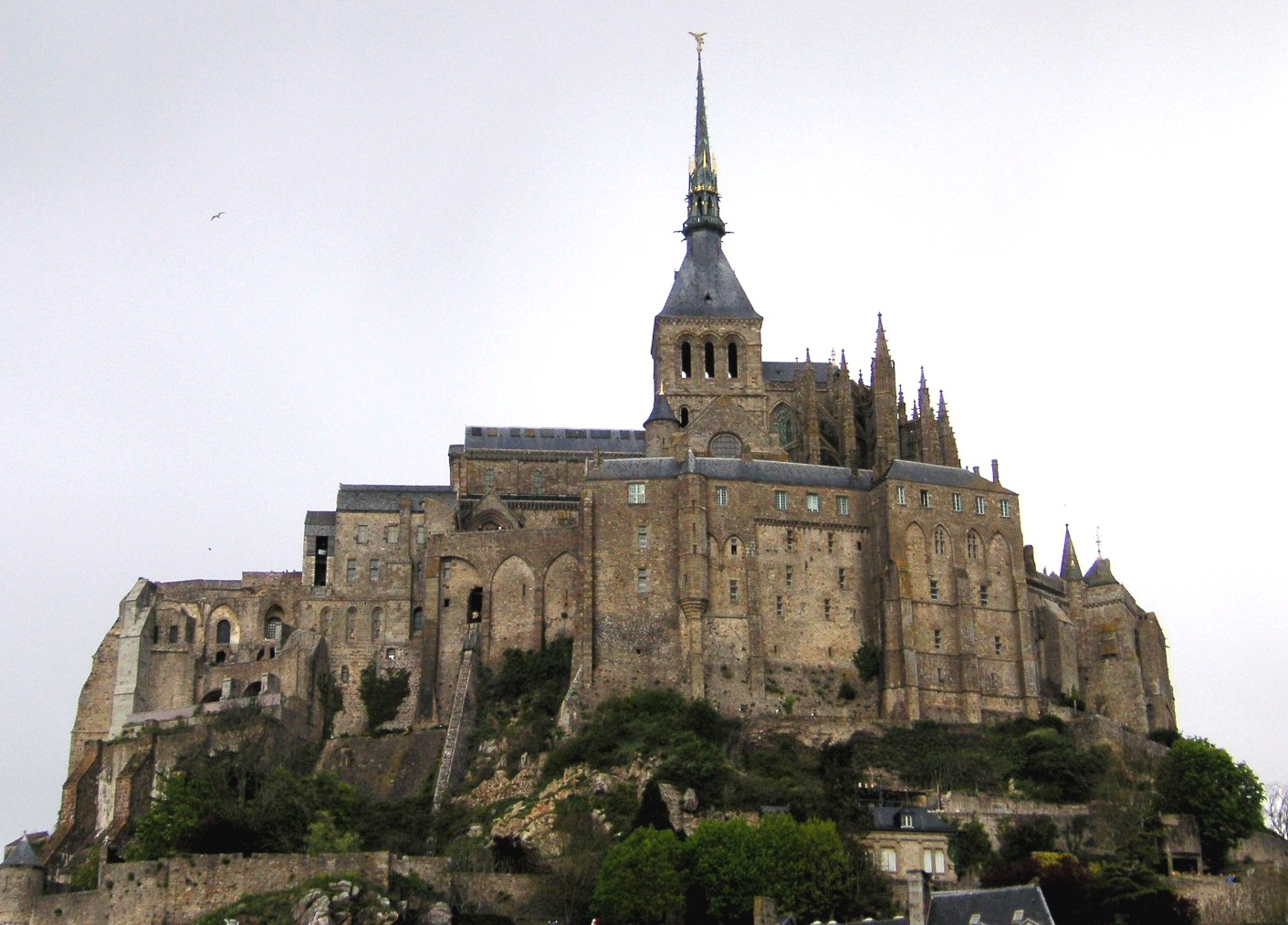
Le Mont Saint-Michel.

Fulgence Girard, dans son Histoire géologique, archéologique et pittoresque de Mont Saint-Michel de 1843, décrit la prélature de Jacques d’Annebault au Mont Saint-Michel dans ces termes :
« Lorsque le trente-septième abbé du Mont Saint-Michel, Jean Le Veneur, se sentant fléchir sous les titres et les fonctions dont la faveur avait chargé sa vieillesse, songea à transmettre quelques-uns de ses bénéfices à son ami intime, le jeune séculier, Jacques d’Annebault. Dans cette vue, il déposa entre les mains du pape Paul III, sa démission de l’évêché de Lisieux et de l’abbaye du Mont-Saint-Michel, s’en réservant néanmoins, jusqu’à sa mort, l’administration et les revenus.
Le crédit dont jouissait le vieux prélat à la cour de Rome assura le succès de cette audacieuse entreprise : une bulle formelle du souverain pontife, en date du 18 août 1539, sanctionna sa demande, et, ratifiant sa proposition, accorda à Jacques d’Annebault, avec le bâton pastoral du Mont Saint-Michel, tous les droits dont l’élection canonique investissait anciennement les abbés.
Immédiatement après la mort de Jean Le Veneur, Jacques d’Annebault se rendit à son monastère dont il prit les rênes ; mais, « l’air du monde, dit l’un des chroniqueurs du Mont Saint-Michel, étant plus essentiel à sa nature que l’air des cloîtres », il nomma en conséquence des vicaires et des procureurs généraux, confia à leur zèle le pouvoir qu’il avait sur le temporel et le spirituel de sa communauté pendant que, cédant à la voix de sa naissance et de son ambition, il courait unir sa vie à la licence fastueuse des cours où sa présence fut signalée par les faveurs dont le monarque et le souverain pontife le comblèrent.
Chaque jour ajouta de nouvelles dignités à ses honneurs, de nouvelles richesses à ses premiers bénéfices. La pourpre romaine [en 1544] et la grande maîtrise de l’oratoire du roi furent suivies pour lui de la commande et de l’administration perpétuelle des abbayes du Bec, de Bonport, de Saint-Taurin-d’Évreux, etc.
Quelle que fût la régularité avec laquelle Jacques d’Annebault perçut les revenus de ses charges, nécessaires pour alimenter l’éclat et le luxe de sa vie, les moines du Mont Saint-Michel trouvèrent dans les bénéfices et les domaines attachés à leur mense conventuelle les moyens d’élever, en 1547, un maître-autel digne de la belle abside ajoutée à l’église abbatiale par plusieurs de leurs précédents pasteurs ; 10 000 livres furent consacrées à ce monument.
Vers cette époque, deux légers incidents troublèrent la tranquillité du Mont Saint-Michel ; le premier fut une contestation soulevée, l’année précédente, par l’évêque de Saint-Malo : la cure de Cancale donnée à cette abbaye par Geoffroy Ier, duc de Bretagne, et confirmée par Alain III, fut l’objet de ce conflit ; le second prit naissance l’année suivante par la prétention de Renauld Quintel, écuyer et morte-paye de la place, de maintenir, contre les droits du couvent, sa femme et ses servantes dans l’intérieur du château. Cet officier ayant refusé d’obéir à une sentence rendue sur la plainte des moines par le vicomte d’Avranches, ils sollicitèrent et obtinrent du gouverneur du Mont Saint-Michel, René de Basternay, seigneur du Boschage et baron d’Arthon, une ordonnance qui fut plus efficace.
Les dix dernières années de l’administration d’Annebault ne furent signalées par aucun événement mémorable. Il portait de gueules à la croix d’argent chargée de veines affrontées d’azur. »

## Armoiries
| Blason | Blasonnement : De gueules à la croix de vair. |